# Магар Володимир Герасимович
Володимир Герасимович Магар (22 червня (5 липня) 1900, с. Кальниболота,Новоархангельська волость, Єлизаветградський повіт, Російська імперія (нині Новоархангельський район Кіровоградської області Україна) — 11 серпня 1965, Запоріжжя) — український, радянський режисер та актор. Народний артист СРСР (1960). Народний артист Української РСР (1943).

## Життєпис
Народився 5 липня 1900 року в с. Кальниболота, Новоархангельської волості(нині — Кіровоградщина). Підлітком подався до батька в Одесу, у пошуках заробітку. З 1917-го у складі червоногвардійського та партизанського загонів, а 1919-го — на дійсній військовій службі на міноносці «Орфей».
1923-го, демобілізувавшись, повернувся до рідного села, де очолив волосну комсомольську організацію і створив самодіяльний драматичний гурток. На базі цього гуртка згодом утворився Першотравневий пересувний робітничо-селянський театр, яким керував Володимир Магар.
У віці 30 років став студентом Київського музично-драматичного інституту ім. М. Лисенка. 1936-го був призначений художнім керівником Київського обласного театру ім. КОРПС, що базувався у Житомирі (з 1937 р. — театр ім. М. Щорса).

### Режисер і керівник
На посаді керівника Театрі ім. Щорса, відкидав малозначущі, «прохідні» вистави та послідовно формував репертуар театру у героїко-романтичному напрямку, приділяючи увагу і класичним, і сучасним п'єсам. Тяжів до широких полотен у реалістичних декораціях і з багатолюдними народними сценами, але при цьому ретельно вибудовував ролі, навіть епізодичні та безсловесні. У постановках Магара не було «неважливих» образів: кожен мав свою виразну характеристику, наповнену важливими подробицями.
Впродовж 1923—1965 років здійснив понад вісімдесят постановок: за період самодіяльності — більше десяти, а в театрі ім. М. Щорса — понад сімдесят вистав. Дві третини постановок — вистави за сучасними творами. Головний режисер театру ім. Щорса «відкривав» п'єси багатьох своїх сучасників. До діючого репертуару увійшли вистави за п'єсами: «Загибель ескадри», «Богдан Хмельницький», «В степах України», «Платон Кречет», «Макар Діброва», «Крила», «Калиновий гай», «Правда», «Над Дніпром», «Сторінка щоденника» Олександра Корнійчука; «Щорс», «І один у полі воїн» Юрія Дольд-Михайлика; «Марія» Олександра Левади; «Дівчина з Мінусінська», «Над голубим Дунаєм», «Люди в шинелях», «Зупиніться!» Івана Рачади та інші.
Відкриття нової будівлі театру у Запоріжжі 1953 року, відзнаменував показом вистави «Загибель ескадри» — «перша з галереї вистав, що захоплювали великим режисерським розмахом, крупною художньою фактурою».
Часто звертався до класики, особливо — до української. Добре знаючи побут, народні звичаї, історію костюма, – у своїх виставах підкреслював багатство фарб, майстерно передавав музичну стихію українського фольклору. Такими були вистави: «Маруся Богуславка», «Сорочинський ярмарок», «Циганка Аза» Михайла Старицького; «Назар Стодоля» Тараса Шевченка; «Наталка-Полтавка» Івана Котляревського; «Запорожець за Дунаєм» Семена Гулака-Артемовського; «Дай серцю волю, заведе в неволю», «Доки сонце зійде, роса очі виїсть» Марка Кропивницького; «Украдене щастя» Івана Франка; «Майська ніч», «Вій» Миколи Гоголя; «Безталанна» Івана Карпенка-Карого.

### Актор
Протягом більш як сорокарічної мистецької діяльності Володимир Магар виконав понад двісті п'ятдесят ролей у класичних і сучасних п'єсах. В його ролях виявлялась допитливість актора, багатство нагромаджених життєвих вражень, уміння знаходити для кожного образу чітку характеристику й типові деталі, продумано і виправдано діяти в пропонованих обставинах, поступово і яскраво розкриваючи психологічну лінію свого героя. Професіоналізм Магара-актора доповнювався його непересічною зовнішністю. Він був високим на зріст, мужньої постави, з живим виразним обличчям і розумними, кмітливими очима.
В репертуарі залишились колоритні образи Миколи — «Наталка-Полтавка» Івана Котляревського; Бублика — «Платон Кречет», Романюка — «Калиновий гай», Галушки — «В степах України» Олександра Корнійчука; Шельменка — «Шельменко-денщик» Григорія Квітки-Основ'яненка; Шмаги — «Без вини винні» Олександра Островського; Писаря — «Майська ніч» Миколи Гоголя; Карпа Карповича — «Не називаючи прізвищ» Василя Минка та ін. Серед улюблених ролей Магара був Гордій Поваренко в драмі «Доки сонце зійде, роса очі виїсть». Образ «городянського» крутька артист втілював за допомогою гостро сатиричних барв, розкриваючи в яскравому зовнішньому малюнку його внутрішню суть.
Остання роль Магара — Іларіон Гроза у виставі «Сторінка щоденника» Олександра Корнійчука — виконана з психологічною заглибленістю, на основі зрілих філософських роздумів, з широтою образних узагальнень.

## Сім'я
- Дружина — Рунцова Світлана Федорівна (22 грудня 1924 р. — 26 квітня 2003 р.) — актриса.
- Дочка — Магар Тетяна Володимирівна (22 листопада 1946 р. — 23 січня 2008 р.) — кінорежисер. Заслужений діяч мистецтв України, Член Національної спілки кінематографістів України.
- Син — Магар Володимир Володимирович — театральний режисер і художній керівник Севастопольского академічного російського драматичного театру імені А. В. Луначарського.

## Ролі у театрі
- «Загибель ескадри» Олександра Корнійчука — Гайдай
- «За тих, хто в морі» Бориса Лавреньова — Харитонов
- «Єгор Буличов та інші» М. Горького — Буличов
- «Професор Буйко» Якова Баши — професор Буйко
- «Щорс» Юрія Дольд-Михайлика — батько Боженка

## Увічнення пам'яті
- У березні 2004 році театр ім. Щорса був перейменований на Запорізький обласний український музично-драматичний театр імені Володимира Магара З серпня 2004 року театру надано статус «академічного».
- У 1966 р., через рік після смерті, ім'ям Володимира Герасимовича Магара була названа вулиця в Космічному мікрорайоні Запоріжжя.

## Нагороди
- 1943 — Народний артист Української РСР,
- 1960 — Народний артист СРСР,
- Орден Трудового Червоного Прапора